# Albuquerque Isotopes
Albuquerque Isotopes – amerykańska drużyna baseballowa mająca swoją siedzibę w Albuquerque w stanie Nowy Meksyk. Od 2009 roku jest klubem farmerskim Los Angeles Dodgers.
W latach 2003–2008 byli klubem farmerskim drużyny Florida Marlins
Klub powstał w Albuquerque w związku z przenosinami Calgary Cannons.